# Gato de navio

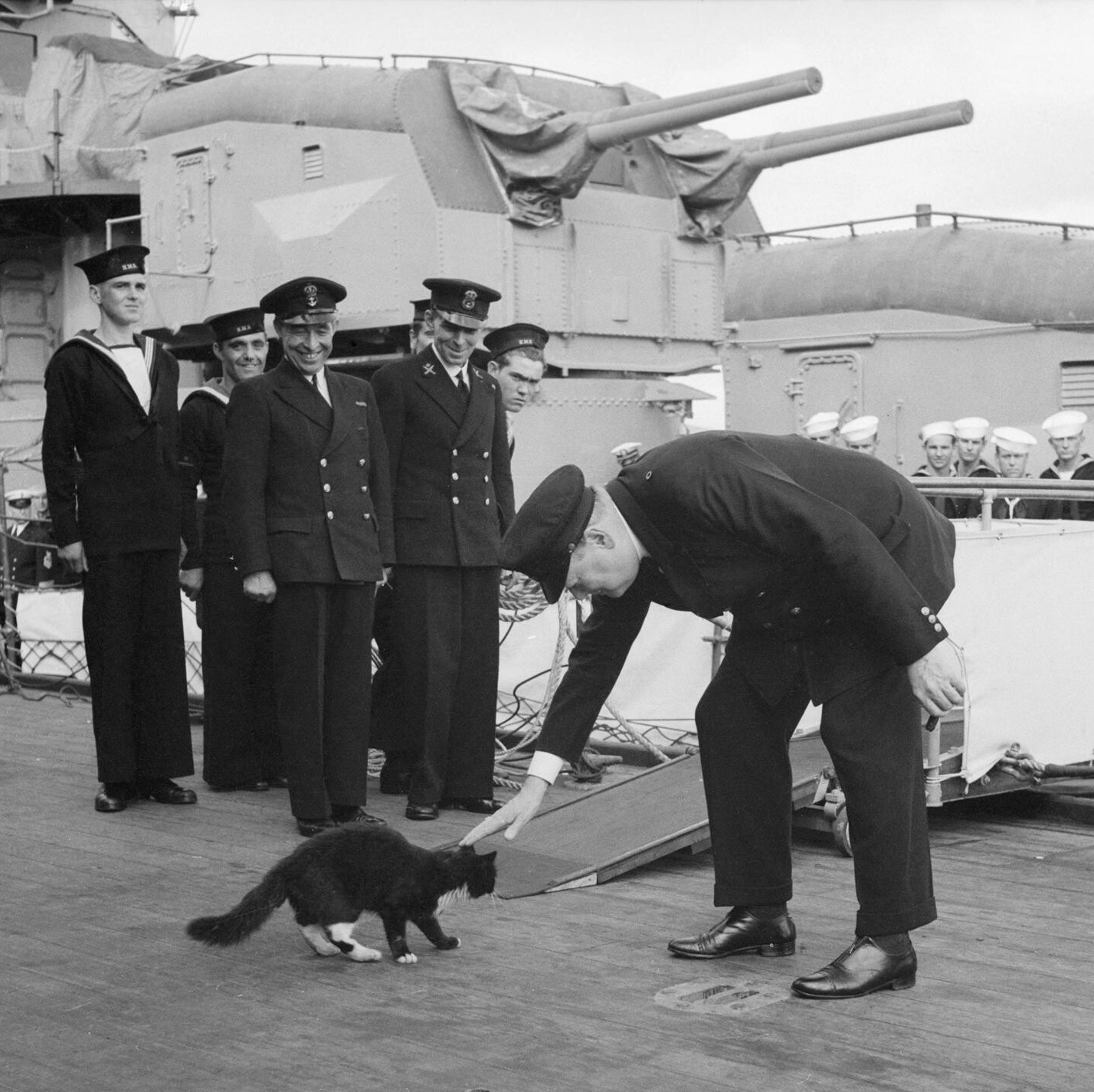
Winston Churchill encontra um gato de navio

Os gatos de navio consistem em gatos comuns que são embarcados nos navios para auxiliar no combate às pragas, além de oferecerem companhia aos marinheiros em suas longas jornadas distante do lar. O uso de gatos em embarcações data da Antiguidade, e continua sendo frequente em muitas embarcações comerciais e militares atuais.

## Uso prático
Gatos têm sido levados em navios por várias razões, sendo a mais importante a caça aos ratos e camundongos que, inevitavelmente, encontram um local propício nos quentes e úmidos depósitos das embarcações, podendo causar danos às cordas e partes de madeira.
Ainda mais séria é a ameaça de tais animais à saúde dos tripulantes, uma vez que os ratos podem devorar parte da comida e transmitir doenças, uma consideração importante quando o navio permanece por muito tempo no mar.
Os ratos podem ainda inutilizar o uso de certos tipos de cargas transportadas, como farelos, grãos e demais alimentos.

## História
Acredita-se que a domesticação dos gatos deu-se há cerca de 6.000 anos, e a prática de levar gatos a bordo de navios iniciou-se não muito tempo depois. Os antigos egípcios levavam gatos a bordo de embarcações no rio Nilo para caçar pássaros nos bancos de areia dos rios. Gatos também eram carregados em navios mercantes para controlar os roedores, e o conceito foi adotado por mercadores de outras nações. Isto levou à disseminação dos gatos pelo mundo, com espécies eventualmente desembarcando em todos os lugares de navio. Através dos séculos as proles desenvolveram-se em diferentes raças de acordo com o clima e condições em que se encontravam. Acredita-se que navios de carga fenícios foram os primeiros a levar gatos domesticados para a Europa, por volta do ano 900 a.C.  
Um dos mais famosos gatos de navio foi o gato Simon, que esteve a bordo da Fragata Britânica Amethist entre 1948 a 1949, onde sobreviveu a um ataque de artilharia chinesa, elevando a moral da tripulação sobrevivente. Retornando para a Inglaterra, Simon ficou conhecido como herói de guerra. Morreu por uma virose em novembro de 1949, onde seu enterro foi acompanhado por centenas de pessoas, incluindo toda tripulação do navio. Simon recebeu a medalha de bravura dickin, dado a animais que contribuíram em ações militares e todas as honrarias militares navais da Inglaterra. 